# رافاييل سيلفا دي أرواخو
رافاييل سيلفا دي أرواخو (16 نوفمبر 1984 بفيتوريا دي سانتو أنتاو في البرازيل - ) هو لاعب كرة قدم برازيلي في مركز الدفاع.

## وصلات خارجية
- رافاييل سيلفا دي أرواخو على موقع قاعدة بيانات كرة القدم.إي يو (الإنجليزية)
- رافاييل سيلفا دي أرواخو على موقع Soccerway.com (الإنجليزية)